# کهق
کهق یکی از روستاهای استان آذربایجان شرقی است که در دهستان سراجوی غربی بخش مرکزی شهرستان مراغه واقع شده‌است.